# Ciprian Marica
Ciprian Andrei Marica (Bucarest, 2 ottobre 1985) è un ex calciatore rumeno, di ruolo attaccante.

## Carriera

### Club
Nato a Bucarest, ha iniziato a giocare con la squadra della sua città, la Dinamo Bucarest. Gioca 23 partite (con 4 gol) in tre anni.
Nel 2004 viene acquistato dallo Shakhtar Donetsk, con cui disputa diverse stagioni giocando anche la Coppa UEFA.
Il 23 luglio 2007 viene acquistato dallo Stoccarda. Firma un contratto quinquennale. Il 12 agosto 2007 fa il suo debutto con la maglia dello Stoccarda nel pareggio casalingo contro lo Schalke 04 (2-2). Nella sua prima stagione con la maglia dello Stoccarda disputa 28 partite, segnando 2 gol (più uno in Champions League, che ha permesso alla sua squadra di sconfiggere i Rangers). In seguito all'esonero di Armin Veh, il nuovo allenatore Markus Babbel lo fa giocare titolare insieme a Cacau. Dopo la nomina come nuovo allenatore di Christian Gross, Marica riesce nuovamente a trovare spazio, grazie anche all'infortunio a lungo termine di Cacau. Marica riesce quindi a segnare 4 gol in 3 partite consecutive (2 gol il 20 marzo 2010 nella vittoria per 2-0 dello Stoccarda contro l'Hannover 96, il gol vittoria il 27 aprile 2010 contro il Bayern Monaco e il gol del pareggio il 3 aprile 2010 nella vittoria per 2-1 contro il Borussia Mönchengladbach). Nella stagione 2010-2011 è la riserva della coppia d'attacco formata da Cacau e Pavel Pogrebnjak. Il 12 luglio 2011 rescinde il suo contratto con lo Stoccarda.
Il 28 luglio 2011 firma un contratto biennale con lo Schalke 04. Segna il suo primo gol con la nuova maglia nella vittoria per 3-0 contro il Maccabi Haifa. Il 29 gennaio 2012 segna una doppietta contro il Colonia, in una partita che finirà poi 4-1 per la sua squadra.
Il 27 settembre 2013 firma da svincolato un contratto con il Getafe, in Primera División; gli fu consigliato di scrivere sulla propria maglia il nome Ciprian anziché il cognome, poiché marica in lingua spagnola è un termine dispregiativo per indicare un omosessuale. Il 6 ottobre 2013 debutta come sostituto con la nuova squadra nella vittoria per 3-1 contro il Betis Siviglia. Il 31 ottobre 2013 segna il suo primo gol con la maglia del Getafe nella vittoria per 2-0 contro il Villarreal.
Il 18 gennaio 2016 ritorna in Romania dopo due anni nelle file del Steaua Bucarest che milita nella massima serie romena, dove firma un contratto annuale con l'obiettivo di essere di nuovo convocato in nazionale agli europei.
Il 31 ottobre seguente a soli 31 anni, annuncia il suo ritiro dal calcio giocato.

### Nazionale
Con la nazionale rumena ha segnato 24 gol in 66 presenze. Il 16 novembre 2003 fa il suo debutto in un'amichevole contro l'Italia, poi vinta dagli azzurri per 1-0. Entra all'81º minuto sostituendo Daniel Pancu. Il 17 novembre 2004 segna il suo primo gol contro l'Armenia.

## Statistiche

### Presenze e reti nei club
Statistiche aggiornate al 6 marzo 2016.
| Stagione          | Squadra           | Campionato        | Campionato | Campionato | Coppe nazionali | Coppe nazionali | Coppe nazionali | Coppe continentali | Coppe continentali | Coppe continentali | Altre coppe | Altre coppe | Altre coppe | Totale | Totale |
| Stagione          | Squadra           | Comp              | Pres       | Reti       | Comp            | Pres            | Reti            | Comp               | Pres               | Reti               | Comp        | Pres        | Reti        | Pres   | Reti   |
| ----------------- | ----------------- | ----------------- | ---------- | ---------- | --------------- | --------------- | --------------- | ------------------ | ------------------ | ------------------ | ----------- | ----------- | ----------- | ------ | ------ |
| 2003-2004         | Šachtar           | VL                | 12         | 4          | KU              | 2               | 0               | UCL                | -                  | -                  | -           | -           | -           | 14     | 4      |
| 2004-2005         | Šachtar           | VL                | 16         | 2          | KU              | 7               | 0               | UCL+CU             | 9+0                | 1                  | SU          | 1           | 0           | 33     | 3      |
| 2005-2006         | Šachtar           | VL                | 21         | 4          | KU              | 1               | 1               | UCL+CU             | 2+7                | 0+2                | SU          | 1           | 0           | 32     | 7      |
| 2006-2007         | Šachtar           | VL                | 23         | 6          | KU              | 2               | 0               | UCL+CU             | 8+3                | 4+0                | SU          | 1           | 0           | 37     | 10     |
| ago. 2007         | Šachtar           | VL                | 1          | 0          | KU              | -               | -               | UCL                | -                  | -                  | -           | -           | -           | 41     | 0      |
| Totale Šachtar    | Totale Šachtar    | Totale Šachtar    | 73         | 16         |                 | 12              | 1               |                    | 29                 | 7                  |             | 3           | 0           | 117    | 24     |
| ago. 2007-2008    | Stoccarda         | BL                | 28         | 2          | CG              | 3               | 0               | UCL                | 4                  | 1                  | -           | -           | -           | 35     | 3      |
| 2008-2009         | Stoccarda         | BL                | 27         | 4          | CG              | 3               | 1               | I+CU               | 2+9                | 2+3                | -           | -           | -           | 41     | 10     |
| 2009-2010         | Stoccarda         | BL                | 25         | 10         | CG              | 2               | 0               | UCL                | 6                  | 1                  | -           | -           | -           | 33     | 11     |
| 2010-2011         | Stoccarda         | BL                | 13         | 3          | CG              | 2               | 0               | UEL                | 9                  | 3                  | -           | -           | -           | 24     | 6      |
| Totale Stoccarda  | Totale Stoccarda  | Totale Stoccarda  | 93         | 19         |                 | 10              | 1               |                    | 30                 | 10                 |             | -           | -           | 133    | 30     |
| 2011-2012         | Schalke 04        | BL                | 21         | 2          | CG              | 1               | 0               | UEL                | 11                 | 1                  | SG          | 0           | 0           | 33     | 3      |
| 2012-2013         | Schalke 04        | BL                | 13         | 3          | CG              | 3               | 3               | UCL                | 3                  | 0                  | -           | -           | -           | 19     | 6      |
| Totale Schalke 04 | Totale Schalke 04 | Totale Schalke 04 | 34         | 5          |                 | 4               | 3               |                    | 14                 | 1                  |             | 0           | 0           | 52     | 9      |
| 2013-2014         | Getafe            | PD                | 27         | 6          | CR              | 2               | 1               | -                  | -                  | -                  | -           | -           | -           | 29     | 7      |
| 2014-2015         | Konyaspor         | SL                | 6          | 1          | TK              | 2               | 0               | -                  | -                  | -                  | -           | -           | -           | 8      | 1      |
| ott. 2015         | Konyaspor         | SL                | 1          | 0          | TK              | 0               | 0               | -                  | -                  | -                  | -           | -           | -           | 1      | 0      |
| Totale Konyaspor  | Totale Konyaspor  | Totale Konyaspor  | 7          | 1          |                 | 2               | 1               |                    | -                  | -                  |             | -           | -           | 9      | 2      |
| gen.-giu. 2016    | Steaua Bucarest   | Liga I            | 3+1        | 0          | CR+CdL          | 0               | 0               | -                  | -                  | -                  | -           | -           | -           | 4      | 0      |
| Totale carriera   | Totale carriera   | Totale carriera   | 237+1      | 47         |                 | 30              | 7               |                    | 73                 | 18                 |             | 3           | 0           | 344    | 72     |

### Cronologia presenze e reti in Nazionale
| Cronologia completa delle presenze e delle reti in nazionale ― Romania | Cronologia completa delle presenze e delle reti in nazionale ― Romania | Cronologia completa delle presenze e delle reti in nazionale ― Romania | Cronologia completa delle presenze e delle reti in nazionale ― Romania | Cronologia completa delle presenze e delle reti in nazionale ― Romania | Cronologia completa delle presenze e delle reti in nazionale ― Romania | Cronologia completa delle presenze e delle reti in nazionale ― Romania | Cronologia completa delle presenze e delle reti in nazionale ― Romania |
| Data                                                                   | Città                                                                  | In casa                                                                | Risultato                                                              | Ospiti                                                                 | Competizione                                                           | Reti                                                                   | Note                                                                   |
| ---------------------------------------------------------------------- | ---------------------------------------------------------------------- | ---------------------------------------------------------------------- | ---------------------------------------------------------------------- | ---------------------------------------------------------------------- | ---------------------------------------------------------------------- | ---------------------------------------------------------------------- | ---------------------------------------------------------------------- |
| 16-11-2003                                                             | Ancona                                                                 | Italia                                                                 | 1 – 0                                                                  | Romania                                                                | Amichevole                                                             | -                                                                      | 81’                                                                    |
| 4-9-2004                                                               | Bucarest                                                               | Romania                                                                | 2 – 1                                                                  | Macedonia                                                              | Qual. Mondiali 2006                                                    | -                                                                      | 63’                                                                    |
| 8-9-2004                                                               | Andorra La Vella                                                       | Andorra                                                                | 1 – 5                                                                  | Romania                                                                | Qual. Mondiali 2006                                                    | -                                                                      | 62’                                                                    |
| 9-10-2004                                                              | Praga                                                                  | Rep. Ceca                                                              | 1 – 0                                                                  | Romania                                                                | Qual. Mondiali 2006                                                    | -                                                                      |                                                                        |
| 17-11-2004                                                             | Erevan                                                                 | Armenia                                                                | 1 – 1                                                                  | Romania                                                                | Qual. Mondiali 2006                                                    | 1                                                                      |                                                                        |
| 16-8-2006                                                              | Costanza                                                               | Romania                                                                | 2 – 0                                                                  | Cipro                                                                  | Amichevole                                                             | -                                                                      | 46’                                                                    |
| 2-9-2006                                                               | Costanza                                                               | Romania                                                                | 2 – 2                                                                  | Bulgaria                                                               | Qual. Euro 2008                                                        | 1                                                                      |                                                                        |
| 6-9-2006                                                               | Tirana                                                                 | Albania                                                                | 0 – 2                                                                  | Romania                                                                | Qual. Euro 2008                                                        | -                                                                      | 78’                                                                    |
| 7-10-2006                                                              | Bucarest                                                               | Romania                                                                | 3 – 1                                                                  | Bielorussia                                                            | Qual. Euro 2008                                                        | 1                                                                      | 90+3’                                                                  |
| 15-11-2006                                                             | Cadice                                                                 | Spagna                                                                 | 0 – 1                                                                  | Romania                                                                | Amichevole                                                             | 1                                                                      |                                                                        |
| 7-2-2007                                                               | Bucarest                                                               | Romania                                                                | 2 – 0                                                                  | Moldavia                                                               | Amichevole                                                             | -                                                                      | 63’                                                                    |
| 24-3-2007                                                              | Rotterdam                                                              | Paesi Bassi                                                            | 0 – 0                                                                  | Romania                                                                | Qual. Euro 2008                                                        | -                                                                      | 64’                                                                    |
| 28-3-2007                                                              | Piatra Neamț                                                           | Romania                                                                | 3 – 0                                                                  | Lussemburgo                                                            | Qual. Euro 2008                                                        | 1                                                                      | 66’                                                                    |
| 2-6-2007                                                               | Celje                                                                  | Slovenia                                                               | 1 – 2                                                                  | Romania                                                                | Qual. Euro 2008                                                        | -                                                                      | 75’                                                                    |
| 6-6-2007                                                               | Timișoara                                                              | Romania                                                                | 2 – 0                                                                  | Slovenia                                                               | Qual. Euro 2008                                                        | -                                                                      |                                                                        |
| 22-8-2007                                                              | Bucarest                                                               | Romania                                                                | 2 – 0                                                                  | Turchia                                                                | Amichevole                                                             | -                                                                      | 81’                                                                    |
| 12-9-2007                                                              | Colonia                                                                | Germania                                                               | 3 – 1                                                                  | Romania                                                                | Amichevole                                                             | -                                                                      | 72’                                                                    |
| 13-10-2007                                                             | Costanza                                                               | Romania                                                                | 1 – 0                                                                  | Paesi Bassi                                                            | Qual. Euro 2008                                                        | -                                                                      | 71’                                                                    |
| 17-10-2007                                                             | Lussemburgo                                                            | Lussemburgo                                                            | 0 – 2                                                                  | Romania                                                                | Qual. Euro 2008                                                        | 1                                                                      | 61’                                                                    |
| 17-11-2007                                                             | Sofia                                                                  | Bulgaria                                                               | 1 – 0                                                                  | Romania                                                                | Qual. Euro 2008                                                        | -                                                                      | 65’                                                                    |
| 21-11-2007                                                             | Bucarest                                                               | Romania                                                                | 6 – 1                                                                  | Albania                                                                | Qual. Euro 2008                                                        | 1                                                                      | 30’ 73’                                                                |
| 6-2-2008                                                               | Ramat Gan                                                              | Israele                                                                | 1 – 0                                                                  | Romania                                                                | Amichevole                                                             | -                                                                      | 46’                                                                    |
| 26-3-2008                                                              | Bucarest                                                               | Romania                                                                | 3 – 0                                                                  | Russia                                                                 | Amichevole                                                             | 1                                                                      | 46’                                                                    |
| 31-5-2008                                                              | Bucarest                                                               | Romania                                                                | 4 – 0                                                                  | Montenegro                                                             | Amichevole                                                             | -                                                                      | 46’                                                                    |
| 20-8-2008                                                              | Costanza                                                               | Romania                                                                | 1 – 0                                                                  | Lettonia                                                               | Amichevole                                                             | -                                                                      | 46’                                                                    |
| 6-9-2008                                                               | Cluj-Napoca                                                            | Romania                                                                | 0 – 3                                                                  | Lituania                                                               | Qual. Mondiali 2010                                                    | -                                                                      | 53’                                                                    |
| 11-10-2008                                                             | Costanza                                                               | Romania                                                                | 2 – 2                                                                  | Francia                                                                | Qual. Mondiali 2010                                                    | -                                                                      |                                                                        |
| 19-11-2008                                                             | Bucarest                                                               | Romania                                                                | 2 – 1                                                                  | Georgia                                                                | Amichevole                                                             | 1                                                                      |                                                                        |
| 11-2-2009                                                              | Bucarest                                                               | Romania                                                                | 2 – 1                                                                  | Croazia                                                                | Amichevole                                                             | 1                                                                      | 87’                                                                    |
| 28-3-2009                                                              | Costanza                                                               | Romania                                                                | 2 – 3                                                                  | Serbia                                                                 | Qual. Mondiali 2010                                                    | 1                                                                      |                                                                        |
| 1-4-2009                                                               | Klagenfurt                                                             | Austria                                                                | 2 – 1                                                                  | Romania                                                                | Qual. Mondiali 2010                                                    | -                                                                      | 49’                                                                    |
| 6-6-2009                                                               | Marijampolė                                                            | Lituania                                                               | 0 – 1                                                                  | Romania                                                                | Qual. Mondiali 2010                                                    | 1                                                                      | 85’                                                                    |
| 12-8-2009                                                              | Budapest                                                               | Ungheria                                                               | 0 – 1                                                                  | Romania                                                                | Amichevole                                                             | -                                                                      |                                                                        |
| 5-9-2009                                                               | Saint-Denis                                                            | Francia                                                                | 1 – 1                                                                  | Romania                                                                | Qual. Mondiali 2010                                                    | -                                                                      |                                                                        |
| 9-9-2009                                                               | Bucarest                                                               | Romania                                                                | 1 – 1                                                                  | Austria                                                                | Amichevole                                                             | -                                                                      | 78’                                                                    |
| 10-10-2009                                                             | Belgrado                                                               | Serbia                                                                 | 5 – 0                                                                  | Romania                                                                | Qual. Mondiali 2010                                                    | -                                                                      | 60’                                                                    |
| 14-10-2009                                                             | Piatra Neamț                                                           | Romania                                                                | 3 – 1                                                                  | Fær Øer                                                                | Qual. Mondiali 2010                                                    | -                                                                      | 82’                                                                    |
| 14-11-2009                                                             | Varsavia                                                               | Polonia                                                                | 0 – 1                                                                  | Romania                                                                | Amichevole                                                             | -                                                                      | 61’                                                                    |
| 3-3-2010                                                               | Timișoara                                                              | Romania                                                                | 0 – 2                                                                  | Israele                                                                | Amichevole                                                             | -                                                                      | 57’                                                                    |
| 11-8-2010                                                              | Istanbul                                                               | Turchia                                                                | 2 – 0                                                                  | Romania                                                                | Qual. Euro 2012                                                        | -                                                                      | 51’                                                                    |
| 3-9-2010                                                               | Piatra Neamț                                                           | Romania                                                                | 1 – 1                                                                  | Albania                                                                | Qual. Euro 2012                                                        | -                                                                      |                                                                        |
| 7-9-2010                                                               | Minsk                                                                  | Bielorussia                                                            | 0 – 0                                                                  | Romania                                                                | Qual. Euro 2012                                                        | -                                                                      | 83’                                                                    |
| 9-10-2010                                                              | Saint-Denis                                                            | Francia                                                                | 2 – 0                                                                  | Romania                                                                | Qual. Euro 2012                                                        | -                                                                      |                                                                        |
| 17-11-2010                                                             | Klagenfurt                                                             | Italia                                                                 | 1 – 1                                                                  | Romania                                                                | Amichevole                                                             | 1                                                                      |                                                                        |
| 9-2-2011                                                               | Paralimni                                                              | Cipro                                                                  | 1 – 1 dts (5 – 6 dtr)                                                  | Romania                                                                | Amichevole                                                             | -                                                                      | 68’                                                                    |
| 26-3-2011                                                              | Zenica                                                                 | Bosnia ed Erzegovina                                                   | 2 – 1                                                                  | Romania                                                                | Qual. Euro 2012                                                        | 1                                                                      |                                                                        |
| 29-3-2011                                                              | Piatra Neamț                                                           | Romania                                                                | 3 – 1                                                                  | Lussemburgo                                                            | Qual. Euro 2012                                                        | -                                                                      |                                                                        |
| 3-6-2011                                                               | Bucarest                                                               | Romania                                                                | 3 – 0                                                                  | Bosnia ed Erzegovina                                                   | Qual. Euro 2012                                                        | 2                                                                      | 87’                                                                    |
| 7-6-2011                                                               | San Paolo                                                              | Brasile                                                                | 1 – 0                                                                  | Romania                                                                | Amichevole                                                             | -                                                                      | Cap. 72’                                                               |
| 2-9-2011                                                               | Lussemburgo                                                            | Lussemburgo                                                            | 0 – 2                                                                  | Romania                                                                | Qual. Euro 2012                                                        | -                                                                      | 86’                                                                    |
| 6-9-2011                                                               | Bucarest                                                               | Romania                                                                | 0 – 0                                                                  | Francia                                                                | Qual. Euro 2012                                                        | -                                                                      | 90’                                                                    |
| 7-10-2011                                                              | Bucarest                                                               | Romania                                                                | 2 – 2                                                                  | Bielorussia                                                            | Qual. Euro 2012                                                        | -                                                                      | 80’                                                                    |
| 11-10-2011                                                             | Tirana                                                                 | Albania                                                                | 1 – 1                                                                  | Romania                                                                | Qual. Euro 2012                                                        | -                                                                      | 49’                                                                    |
| 29-2-2012                                                              | Bucarest                                                               | Romania                                                                | 1 – 1                                                                  | Uruguay                                                                | Amichevole                                                             | -                                                                      | 46’                                                                    |
| 15-8-2012                                                              | Lubiana                                                                | Slovenia                                                               | 4 – 3                                                                  | Romania                                                                | Amichevole                                                             | -                                                                      | 65’                                                                    |
| 7-9-2012                                                               | Tallinn                                                                | Estonia                                                                | 0 – 2                                                                  | Romania                                                                | Qual. Mondiali 2014                                                    | 1                                                                      | 79’ 85’                                                                |
| 11-9-2012                                                              | Bucarest                                                               | Romania                                                                | 4 – 0                                                                  | Andorra                                                                | Qual. Mondiali 2014                                                    | -                                                                      | 54’                                                                    |
| 12-10-2012                                                             | Istanbul                                                               | Turchia                                                                | 0 – 1                                                                  | Romania                                                                | Qual. Mondiali 2014                                                    | -                                                                      | 79’                                                                    |
| 16-10-2012                                                             | Bucarest                                                               | Romania                                                                | 1 – 4                                                                  | Paesi Bassi                                                            | Qual. Mondiali 2014                                                    | 1                                                                      |                                                                        |
| 14-11-2012                                                             | Bucarest                                                               | Romania                                                                | 2 – 1                                                                  | Belgio                                                                 | Amichevole                                                             | -                                                                      | Cap.                                                                   |
| 4-6-2013                                                               | Bucarest                                                               | Romania                                                                | 4 – 0                                                                  | Trinidad e Tobago                                                      | Amichevole                                                             | 3                                                                      |                                                                        |
| 14-8-2013                                                              | Bucarest                                                               | Romania                                                                | 1 – 1                                                                  | Slovacchia                                                             | Amichevole                                                             | -                                                                      | 76’                                                                    |
| 6-9-2013                                                               | Bucarest                                                               | Romania                                                                | 3 – 0                                                                  | Ungheria                                                               | Qual. Mondiali 2014                                                    | 1                                                                      | 79’                                                                    |
| 10-9-2013                                                              | Bucarest                                                               | Romania                                                                | 0 – 2                                                                  | Turchia                                                                | Qual. Mondiali 2014                                                    | -                                                                      | 46’                                                                    |
| 11-10-2013                                                             | Andorra la Vella                                                       | Andorra                                                                | 0 – 4                                                                  | Romania                                                                | Qual. Mondiali 2014                                                    | -                                                                      | 58’                                                                    |
| 15-10-2013                                                             | Bucarest                                                               | Romania                                                                | 2 – 0                                                                  | Estonia                                                                | Qual. Mondiali 2014                                                    | 2                                                                      |                                                                        |
| 15-11-2013                                                             | Atene                                                                  | Grecia                                                                 | 3 – 1                                                                  | Romania                                                                | Qual. Mondiali 2014                                                    | -                                                                      |                                                                        |
| 19-11-2013                                                             | Bucarest                                                               | Romania                                                                | 1 – 1                                                                  | Grecia                                                                 | Qual. Mondiali 2014                                                    | -                                                                      |                                                                        |
| 5-3-2014                                                               | Bucarest                                                               | Romania                                                                | 0 – 0                                                                  | Argentina                                                              | Amichevole                                                             | -                                                                      | Cap. 67’                                                               |
| 31-5-2014                                                              | Yverdon                                                                | Albania                                                                | 0 – 1                                                                  | Romania                                                                | Amichevole                                                             | -                                                                      | Cap. 46’                                                               |
| 4-6-2014                                                               | Lancy                                                                  | Algeria                                                                | 2 – 1                                                                  | Romania                                                                | Amichevole                                                             | -                                                                      | Cap.                                                                   |
| 7-9-2014                                                               | Atene                                                                  | Grecia                                                                 | 0 – 1                                                                  | Romania                                                                | Qual. Euro 2016                                                        | 1                                                                      | Cap. 45+2’, 53’                                                        |
| Totale                                                                 |                                                                        | Presenze                                                               | 72                                                                     |                                                                        | Reti (4º posto)                                                        | 25                                                                     |                                                                        |

## Palmarès
- Campionato rumeno: 2

Dinamo Bucarest: 2001-2002, 2003-2004
- Coppa di Romania: 2

Dinamo Bucarest: 2002-2003, 2003-2004
- Campionato ucraino: 2

Šachtar: 2004-2005, 2005-2006
- Supercoppa d'Ucraina: 1

Šachtar: 2005